# 2. Starschenski
2. Starschenski oder Wtoroj Starschenski (russisch 2-й Старшенский, Второй Старшенский) ist eine Siedlung (ländlichen Typs) in der Oblast Kursk in Russland. Sie gehört zum Rajon Chomutowka und zur Landgemeinde (selskoje posselenije) Romanowski selsowjet.

## Geographie
Der Ort liegt gut 111 km Luftlinie nordwestlich des Oblastverwaltungszentrums Kursk im südwestlichen Teil der Mittelrussischen Platte, 8,5 km nordöstlich des Rajonverwaltungszentrums Chomutowka, 2,5 km vom Sitz des Dorfsowjet – Romanowo, 23 km von der Grenze zwischen Russland und der Ukraine, am Fluss Wet (Nebenfluss des Sew).

### Klima
Das Klima im Ort ist wie im Rest des Rajons kalt und gemäßigt. Es gibt während des Jahres eine erhebliche Niederschlagsmenge. Dfb lautet die Klassifikation des Klimas nach Köppen und Geiger.

## Bevölkerungsentwicklung
| Jahr | Einwohner |
| ---- | --------- |
| 2002 | 0         |
| 2010 | 0         |

Anmerkung: Volkszählungsdaten

## Verkehr
2. Starschenski liegt 10,5 km von der Fernstraße föderaler Bedeutung M3 Ukraina (Moskau – Kaluga – Brjansk – Grenze zur Ukraine), an der Straße A142 (Trosna – M3 Ukraina), 8 km von der Straße regionaler Bedeutung 38K-040 (Chomutowka – Rylsk – Gluschkowo – Tjotkino – Grenze zur Ukraine), 0,1 km von der Straße interkommunaler Bedeutung 38N-659 (A142 – Starscheje – Melnitschischtsche – Klinzy) und 31 km von der nächsten Eisenbahnhaltestelle 525 km (Eisenbahnstrecke Nawlja – Lgow-Kijewskij).
Der Ort liegt 204 km vom internationalen Flughafen von Belgorod entfernt.